# 캘리포니아밭쥐
캘리포니아밭쥐(Microtus californicus)는 물밭쥐의 일종으로 미국 캘리포니아주 대부분의 지역과 오리건주 남서부 일부 지역에서 서식한다. 캘리포니아목초지쥐로도 알려져 있다. 평균 몸길이는 172mm이지만, 아종에 따라서 크기는 아주 다양하다.

## 아종
17종의 아종이 알려져 있으며, 일부 아종은 보호되고 있다.
- M. c. californicus - 샌프란시스코 지역
- M. c. equivocatus - 멕시코 바하칼리포르니아주
- M. c. aestuarinus - 중부 캘리포니아
- M. c. constrictus - 캘리포니아주 훔볼트 군
- M. c. eximus - 오리건 주와 캘리포니아 북부-중부
- M. c. grinelli - 바하칼리포르니아 시에라 데 후아레스 지역
- M. c. halophilus - 캘리포니아 몬트레이 만
- M. c. huperuthrus - 바하칼리포르니아
- M. c. kernensis - 캘리포니아 컨 군
- M. c. mariposae - 캘리포니아 동부-중부
- M. c. mohavensis - 모하비 사막(CDFG 특별 관심종)
- M. c. paludicola - 캘리포니아 앨러미다 군
- M. c. sanctidiegi - 남서 캘리포니아
- M. c. sanpabloensis - 캘리포니아 컨트라 코스타 군(CDFG 특별 관심종)
- M. c. scirpensis - 캘리포니아 파나민트 산맥(연방 및 주 위기종)
- M. c. stephensi - 로스앤젤레스 지역(CDFG 특별 관심종)
- M. c. vallicola - 캘리포니아 화이트 산맥(CDFG 특별 관심종)